# Нольозеро (озеро, Лоухский район)
Нольозеро — озеро на территории Малиновараккского сельского поселения Лоухского района Республики Карелия.

## Общие сведения
Площадь озера — 5,2 км², площадь водосборного бассейна — 210 км². Располагается на высоте 40,1 метров над уровнем моря.
Форма озера лопастная, продолговатая; вытянуто с запада на восток. Берега изрезанные, каменисто-песчаные, местами заболоченные.
Через озеро протекает река Нольозерская, впадающая в Нотозеро, через которое протекает река Лопская, впадающая в озеро Пажма, являющееся частью Ковдозера. Через последнее протекает река Ковда, впадающая, в свою очередь, в Белое море.
Также в озеро впадает протока из озера Кундомаярви.
В озере расположено около двадцати безымянных островов различной площади, однако их количество может меняться в зависимости от уровня воды.
Населённые пункты возле озера отсутствуют. Ближайший — посёлок при станции Полярный Круг — расположен в 14 км к ВСВ от озера. Вдоль северной стороны озера проходит просёлочная дорога.
Код объекта в государственном водном реестре — 02020000611102000001723.